# Yves Le Moign'
Pour les articles homonymes, voir Le Moign.
Yves Le Moign' est un comédien français
Au théâtre, il a fait partie de la Compagnie Francis Huster avec Cristiana Reali, Valentine Varela, Valérie Crunchant, Jacques Spiesser.
Il a participé avec cette compagnie à la tournée du Cid de Pierre Corneille, en 1993-1994. Il jouait dans cette pièce le rôle de... Pierre Corneille.
Il fut aussi professeur plusieurs années aux cours Florent, à Paris.
Au cinéma, il a débuté avec Francis Huster dans L'Histoire très bonne et très joyeuse de Colinot trousse-chemise de Nina Companeez.
On a pu également le remarquer dans Le Passe-montagne de Jean-François Stevenin avec Jacques Villeret. Il fait une apparition dans un téléfilm récent de Thierry Chabert : Des jours et des nuits avec Claire Nebout et Stéphane Freiss.

## Filmographie

### Cinéma
- 1973 : L'Histoire très bonne et très joyeuse de Colinot trousse-chemise de Nina Companeez avec Brigitte Bardot, Muriel Catala, Francis Huster, Jacques Spiesser...
- 1977 : Le Portrait de Dorian Gray
- 1978 : Passe montagne de Jean-François Stevenin
- 1986 : On a volé Charlie Spencer de Francis Huster
- 1993 : Le Tronc de Bernard Faroux et Karl Zéro
- 1995 : Douce France

### Télévision
- 1995 : La Rivière Espérance
- 1995 : L'Impossible Monsieur Papa
- 1996 : Julie Lescaut : l'épisode le secret des origines
- 2005 : Des jours et des nuits

## Théâtre

### Comédien
- 1987 : Dom Juan de Molière, mise en scène Francis Huster, Théâtre Renaud-Barrault
- 1993-1994 : Le Cid de Pierre Corneille, mise en scène Francis Huster
- 2000 : Huis clos de Jean-Paul Sartre, mise en scène Robert Hossein, Théâtre Marigny
- 2000 : Vol au-dessus d'un nid de coucou de Dale Wasserman, mise en scène Thomas Le Douarec, Théâtre de Paris
- 2002 : Huis clos de Jean-Paul Sartre, mise en scène Robert Hossein, Théâtre Marigny
- 2005 : Mémoires d'un tricheur de Sacha Guitry, mise en scène Francis Huster, Théâtre des Mathurins, Théâtre Édouard VII
- 2006 : Mémoires d'un tricheur de Sacha Guitry, mise en scène Francis Huster, Théâtre des Mathurins
- 2008 : faisons un rêve  de Sacha Guitry, mise en scène Bernard Murat, Théâtre Édouard VII.
- 2014 : Lorenzaccio d'Alfred de Musset, mise en scène Francis Huster, tournée
- 2020 : Molière, spectacle de Francis Huster, tournée Troupe de France

### Metteur en scène
- Barrouffe à Chioggia de Carlo Goldoni, avec Jeanne Balibar, Éric Berger, Éric Ruf, Grégory Herpe, Thierry de Peretti, Valérie Bonneton
- 1997 : Ma petite fille, mon amour de Jean-Claude Sussfeld, Théâtre Montansier, 1998 : Théâtre Fontaine